# نا سانگ هو
نا سانگ هو (به کره‌ای: 나상호) (زاده ۱۲ اگوست ۱۹۹۶) یک بازیکن فوتبال اهل کره جنوبی است در پست مهاجم که برای باشگاه فوتبال ماچیدا زلویا و تیم ملی فوتبال کره جنوبی بازی می‌کند.

## آمار ملی

### گل‌های ملی
| تعداد بازی | تاریخ           | میزبان             | حریف      | نتیجه | رقابت                  |
| ---------- | --------------- | ------------------ | --------- | ----- | ---------------------- |
| ۱          | ۱۰ سپتامبر ۲۰۱۹ | ترکمنستان عشق آباد | ترکمنستان | ۲–۰+  | مقدماتی جام جهانی ۲۰۲۲ |
| ۲          | ۱۱ دسامبر ۲۰۱۹  | کره جنوبی بوسان    | هنگ کنگ   | ۲–۰+  | جام شرق آسیا ۲۰۱۹      |